# Maksim Ramanouski
Maksim Ramanouski (belarussisch Максім Раманоўскі; * 23. November 1993) ist ein belarussischer Biathlet.
Maksim Ramanouski bestritt 2011, 2012 und 2013 die Biathlon-Juniorenweltmeisterschaften sowie 2013 und 2014 die Juniorenrennen der Biathlon-Europameisterschaften. Nachdem 2011 in Nové Město na Moravě jenseits der 30 besten Resultate geblieben war, war 2012 in Kontiolahti das erfolgreichste Jahr des Belarussen. Im Einzel wurde er hinter Aristide Bègue, im Sprint hinter Johannes Thingnes Bø Vizeweltmeister. Im Verfolgungsrennen schob sich zudem Matthias Dorfer zwischen Bø und Ramanouski. ein Jahr später in Obertilliach war der 25. Platz im Einzel bestes Resultat. Auch bei den Biathlon-Europameisterschaften 2013 in Bansko war ein 31. Rang im Einzel bestes Ergebnis, 2014 erreichte er in Nové Město na Moravě den 18. Platz im Einzel, den 16. Platz im Sprint und Rang elf in der Verfolgung.
Bei den Männern im Leistungsbereich gab Ramanouski 2013 im IBU-Cup in Obertilliach sein Debüt, wo er 48. des Sprints wurde. Gegen Ende der Saison gewann er in Osrblie als 40. erstmals Punkte. Für das Staffelrennen der Europameisterschaften 2014 wurde er in die Auswahl von Belarus berufen. An der Seite von Aljaksej Abromtschyk, Raman Jaljotnau und Dsmitryj Abascheu erreichte Ramanouski den sechsten Platz.